# Georges Leblanc
Pour les articles homonymes, voir Leblanc.
 (mars 2015).
Si vous disposez d'ouvrages ou d'articles de référence ou si vous connaissez des sites web de qualité traitant du thème abordé ici, merci de compléter l'article en donnant les références utiles à sa vérifiabilité et en les liant à la section « Notes et références ».
Georges Leblanc, surnommé « l'insubmersible », est un navigateur canadien né en 1952 dans la région de Québec. 
Auteur et skipper, il a publié plusieurs livres sur la voile et a participé à plusieurs courses océaniques dont plusieurs éditions de la Transat Québec-Saint-Malo.

## Carrière de navigateur
C'est en 1996, lors de la Transat Québec Saint-Malo que Georges Leblanc entre véritablement dans le monde de la course au large à la voile. À bord de son voilier Thriller il réunit la seule équipe entièrement québécoise à avoir terminé cette course transatlantique ce qui lui vaut d'être élu « Marin de l’année » par la Fédération de Voile du Québec et par le Yacht Club de Québec[réf. nécessaire].  
À l’automne 1998, il traverse l'Atlantique pour rejoindre Saint-Malo afin de prendre le départ de La Route du Rhum (Saint-Malo/Pointe-à-Pitre). Mais, frappé par l’ouragan « Danielle », suivi d’une dépression, et enfin d’une collision avec un filet dérivant et un pétrolier, son navire fait naufrage. Cette mésaventure le poussera à écrire son premier livre Au-Delà des Limites (En anglais Pushing the Limits).
En 2000, il prend de nouveau part à la Transat Québec-Saint-Malo et finit à la troisième place en classe monocoque. En 2002, il prend le départ de La Route du Rhum et finit à la 12e place. En 2003, il se prépare pour la Transat Jacques Vabre mais dans la nuit du 2 novembre son voilier percute un objet flottant (probablement un conteneur immergé) et son navire coule. Au lendemain de cette épreuve, il reçoit « Le Prix d’excellence et Hommage spécial » au Pléades 2003.
Il assiste en 2004 l’équipe qui construit un tout nouveau monocoque prototype de course avec lequel une équipe de course et lui-même prennent le départ le 11 juillet 2004 pour la Transat Québec-Saint-Malo. C’est cette même année qu’il est décoré de la Médaille de l'Assemblée nationale. En 2005, il effectue des courses contre la montre sur le fleuve Saint-Laurent et constate la pollution des océans et la négligence des armateurs. Il les dénonce en lançant son deuxième livre L’Océan Prédateur. Le 23 juillet 2006, il prend le départ de la deuxième édition de la Dinartica où il finit la première étape en 1re position en temps réel et effectue ensuite, en qualification solo, le retour de la Norvège jusqu’à la France, et puis jusqu’aux Acores, sur le parcours de la course en solitaire La Route du Rhum de 2006 et puis jusqu’au Québec. 
En février 2008, il publie son troisième livre Les Échos de l’Océan, et prend le départ pour la quatrième fois de la Transat Québec-Saint-Malo. Malheureusement il ne peut terminer la course à la suite d'une collision avec un objet flottant. Le 15 septembre de cette même année lors d’une navigation dans le Golfe du Saint-Laurent, un tronc d'arbre transperce l’étrave de son bateau. Il s'en sort sain et sauf mais son surnom de l'insubmersible lui colle définitivement à la peau. 
En 2009, il fait l'acquisition de Swedish Match, un V60 vétéran de la Whitbread Round the World Race de 1997-1998, (actuelle Volvo Ocean Race) qu'il rebaptise Océan Phénix et avec lequel il participe à plusieurs régates et notamment à l'édition 2012 de la Transat Québec-Saint-Malo pour laquelle il termine en 5e place de la catégorie Mono50 et plus.
En 2014, le nom de Georges Leblanc apparaît sur la liste des inscrits à l'édition 2016 de la Transat Québec-Saint-Malo dans la catégorie des voiliers de plus de 50 pieds. Au travers d'une association appelée Équipe Atlas, le skipper de 60 ans prépare un équipage parmi les personnes qu'il a initié à la course au large. 

## Publications
- Au-Delà des Limites, Éditions de la francophonie
- Le chant des sirènes, Éditions de la francophonie
- Les échos de l'océan, Éditions de la francophonie
- L'océan prédateur, Éditions de la francophonie